# København-Slangerup Banen
København-Slangerup Banen (KSB) var et dansk privat jernbaneselskab, der anlagde og drev Slangerupbanen mellem København L (Lygten) og Slangerup. Strækningen København-Farum er i dag omdannet til S-banen Hareskovbanen.
Slangerupbanen åbnede for driften 20. april 1906. I 1929 købte kommunerne langs Slangerupbanen jernbaneselskabet og drev herefter jernbanen videre som kommunalt trafikselskab. Gladsaxe Kommune blev dominerende ejer med 60 % af aktiekapitalen. 1. april 1948 overdrog kommunerne jernbanen til DSB, som i 1954 afkortede banen ved at lukke strækningen mellem Farum og Slangerup. DSB ombyggede senere banen til en dobbeltsporet S-bane med tilslutning til S-banenettet ved Svanemøllen. S-togene overtog trafikken på banen i 1977.
Otte af selskabets personvogne er bevaret i dag, hvoraf de seks ejes af Nordsjællands Jernbaneklub, hvor de fire af dem af og til kan opleves i deres veterantog. Den syvende personvogn ejes af Dansk Jernbane-Klub, og kan opleves i veterantogene på Maribo-Bandholm Jernbane, den ottende vogn er privatejet, men kan besøges ved Bindeballe Station. 